# Nkechi Ezugwu
Nkechinyelu Peter Ezugwu, (Shrewsbury, Gran Bretanya, 10 de setembre de 1976) és un exjugador de bàsquet britànic. Amb 2.02 d'alçada, el seu lloc natural a la pista era el de pivot.
Es va formar a l'institut Sycamore de Cincinnati, Ohio. Va començar a jugar de manera professional amb l'equip de l'Eastern Michigan University el 1994, i s'hi va estar fins al 1998. Després va fer el salt a Europa per jugar a la lliga francesa a les files del JDA Dijon. Una temporada més tard, la 1999-2000, se'n va anar a jugar amb l'Aurora Basket Jesi italià.
Després del seu pas per la lliga italiana va fitxar pel Caja Rural Melilla de la Lliga LEB espanyola. En el mes d'abril d'aquella temporada, la 2000-01, un cop acabada la LEB va ser contractat pel Joventut de Badalona per substituir Albert Miralles. La temporada següent la va jugar al Leche Río Breogán abans de tornar a Itàlia. Els següents anys va alternar clubs italians amb espanyols, arribant a jugar també a Bòsnia una temporada i a l'Argentina.